# Ludwig Stössel
Ludwig Stössel, född 12 februari 1883 i Lockenhaus (Léka), Österrike-Ungern, död 29 januari 1973 i Hollywood, Kalifornien, var en österrikisk skådespelare. Stössel började arbeta som skådespelare i tonåren. Han medverkade i tyska filmer från 1926–1933. På grund av den politiska situationen i Tyskland lämnade Stössel som var jude Tyskland 1933. Han kom sedermera till USA 1939 där han blev en flitig birollsaktör i Hollywoodfilmer. Under sina sista aktiva år på 1960-talet var han enbart aktiv inom television.

## Filmografi i urval
- 1931 – Stenografi och kärlek
- 1933 – Lördagsmiljonären
- 1933 – Dr. Mabuses testamente
- 1941 – Gangsterrazzia
- 1942 – Årets kvinna
- 1942 – Bragdernas man
- 1942 – Ringar på vattnet
- 1942 – Vi dubbeldeckare
- 1945 – Dillinger
- 1946 – Dolken och kappan
- 1947 – Älskling på vågen
- 1959 – Blå ängeln